# Wybory parlamentarne w Kirgistanie w 2020 roku
Wybory parlamentarne w Kirgistanie w 2020 roku – odbywające się 4 października 2020 roku wybory do Rady Najwyższej. Dwa dni później zostały uznane przez Centralną Komisję Wyborczą za nieważne pod wpływem protestów.

## Ordynacja wyborcza
Wybory zarządzone zostały 3 lipca 2020 przez prezydenta Sooronbaja Dżeenbekowa. 120 deputowanych zostanie wybranych w ordynacji proporcjonalnej. Każda partia wystawi jedną, ogólnokrajową listę. Warunkiem dostania się ugrupowania do Rady Najwyższej jest przekroczenie 7%, ogólnokrajowego progu wyborczego oraz 0,7% progu wyborczego w każdym z siedmiu obwodów oraz miastach Osz i Biszkek. Żadnej z partii nie może przypaść więcej niż 65 mandatów.

## Kandydaci
Początkowo zarejestrowane zostały 44 partie. 20 sierpnia kirgiska Centralna Komisja Wyborcza podała informację, że wymóg przeprowadzenia partyjnego zjazdu oraz zatwierdzenia na nim listy kandydatów spełniły 23 partie. Oficjalnie zarejestrowanych zostało 16 partii.
25 sierpnia partia Kyrgyzstan według opinii Komisji Wyborczej spóźniła się ze złożeniem dokumentów. Postanowienie to poparło szereg organizacji pozarzadowych oraz partii politycznych, m.in.: Ata Meken, czy Bir Boł. Ugrupowanie nie zgodziło się z tą decyzją i wystąpiło na drogę sądową. Ostatecznie Sąd Najwyższy unieważnił ją co umożliwiło jej start w wyborach.
Tursunbaj Bakir uułu 26 sierpnia złożył skargę do Komisji Wyborczej dotyczącą przedstawienia przez partię Bütün Kyrgyzstan innej listy kandydatów niż przyjęta na zjeździe partii, co byłoby złamaniem obowiązujących przepisów. 3 września komisja większością głosów uznała ją za zasadną i odmówiła ugrupowaniu prawa do startu w wyborach. 9 września sąd pierwszej instancji uznał tę decyzję za niezgodną z prawem co umożliwiło partii wzięcie udziału w wyborach. Centralna Komisja Wyborcza nie złożyła apelacji do tego wyroku.
Również 26 sierpnia odmówiono rejestracji partii Aktiw z powodu zgłoszenia listy kandydatów niespełniających wymogów określonych przez Ustawę o wyborach Prezydenta Republiki Kirgistan i deputowanych Rady Najwyższej Republiki Kirgistan oraz nieprzedstawienia dokumentów potwierdzających wpłatę pieniędzy koniecznych do wzięcia udziału w wyborach. 8 września sąd pierwszej instancji potwierdził decyzję komisji.

## Sondaże
| Ośrodek                                | Data          | SDPK  | Respublika | Ata-Dżurt | Birimdik | Ata Meken | Bütün Kyrgyzstan | Kyrgyzstan | Bir Boł | Önügüü-Progres | Inne | Nie wiem | Na żadną/przeciw wszystkim | Jeszcze nie zdecydowałem | Nie będę głosować |
| -------------------------------------- | ------------- | ----- | ---------- | --------- | -------- | --------- | ---------------- | ---------- | ------- | -------------- | ---- | -------- | -------------------------- | ------------------------ | ----------------- |
| Общее дело                             | 4–24 czerwca  | 13,1% | 12,0%      | 12,0%     | –        | 7,4%      | 5,5%             | 3,0%       | 2,6%    | 1,7%           | 7,1% | 23,2%    | 22,1%                      | 2,3%                     | –                 |
| Center for Insights in Survey Research | 6–15 sierpnia | 6%    | 7%         | 8%        | 6%       | 6%        | 4%               | 2%         | 3%      | 5%             | 5%   | 27%      | 15%                        | 2%                       | 10%               |

## Głosowanie, frekwencja i wyniki wyborów

### Frekwencja
Uprawnionych do głosowania było 3 523 554 obywateli. Według komunikatów Centralnej Komisji Wyborczej frekwencja wynosiła o godzinie 10:00 6,72%, o godzinie 12:00 17,73%, o 14:00 28,11%, o 18:00 45,26%, o 20:00 45,54% (godzina zamknięcia lokali wyborczych), natomiast według komunikatu z godziny 21:50 54,42%.

### Wyniki
Po masowych protestach w kraju 6 października Centralna Komisja Wyborcza unieważniła wyniki wyborów parlamentarnych.
| Numer partii                       | Nazwa partii       | Lider                   | Liczba głosów | Wynik  |
| ---------------------------------- | ------------------ | ----------------------- | ------------- | ------ |
| 1.                                 | Birimdik           | Marat Amankulow         | 484 616       | 24,58% |
| 2.                                 | Mekenczil          | Kamczybek Taszijew      | 135 724       | 6,88%  |
| 3.                                 | Yjman Nuru         | Nurdżigit Kadyrbekow    | 66 374        | 3,37%  |
| 4.                                 | Mekenim Kyrgyzstan | Mirlan Bakirow          | 468 671       | 23,77% |
| 5.                                 | Reforma            | Klara Sooronkulowa      | 32 331        | 1,64%  |
| 6.                                 | Ata Meken          | Ömürbek Tekebajew       | 79 722        | 4,04%  |
| 7.                                 | Zamandasz          | Dżengiszbek Moldokmatow | 42 681        | 2,16%  |
| 8.                                 | Bütün Kyrgyzstan   | Adachan Madumarow       | 144 045       | 7,30%  |
| 9.                                 | Social-demokrattar | Seidbek Atabajew        | 41 685        | 2,11%  |
| 10.                                | Meken Yntymagy     | Temirbek Asanbekow      | 12 353        | 0,63%  |
| 11.                                | Partia weteranów   | Akbokon Tasztanbekow    | 3 396         | 0,17%  |
| 12.                                | ORDO               | Mirbek Mijarow          | 4 271         | 0,22%  |
| 13.                                | Bir Boł            | Altynbek Sulajmanow     | 60 026        | 3,04%  |
| 14.                                | Respublika         | Mirlan Dżeenczorojew    | 113 462       | 5,75%  |
| 15.                                | Kyrgyzstan         | Kanatbek Isajew         | 171 805       | 8,71%  |
| 16.                                | Czong Kazat        | Maksat Mamytkanow       | 45 787        | 2,32%  |
| Przeciw wszystkim                  | Przeciw wszystkim  | Przeciw wszystkim       | 35 288        | 1,79%  |
| Frekwencja                         | Frekwencja         | Frekwencja              | 1 942 237     | 56,49% |
| Źródło: Centralna Komisja Wyborcza |                    |                         |               |        |

|                         | Birimdik | Birimdik | Mekenczil | Mekenczil | Yjman Nuru | Yjman Nuru | Mekenim Kyrgyzstan | Mekenim Kyrgyzstan | Reforma | Reforma | Ata Meken | Ata Meken | Zamandasz | Zamandasz | Bütün Kyrgyzstan | Bütün Kyrgyzstan | Social-demokrattar | Social-demokrattar | Meken Yntymagy | Meken Yntymagy | Partia weteranów | Partia weteranów | ORDO | ORDO  | Bir Boł | Bir Boł | Respublika | Respublika | Kyrgyzstan | Kyrgyzstan | Czong Kazat | Czong Kazat | Przeciw wszystkim | Przeciw wszystkim | Frekwencja | Frekwencja |
| Miasto wydzielone/obwód | #        | %        | #         | %         | #          | %          | #                  | %                  | #       | %       | #         | %         | #         | %         | #                | %                | #                  | %                  | #              | %              | #                | %                | #    | %     | #       | %       | #          | %          | #          | %          | #           | %           | #                 | %                 | #          | %          |
| ----------------------- | -------- | -------- | --------- | --------- | ---------- | ---------- | ------------------ | ------------------ | ------- | ------- | --------- | --------- | --------- | --------- | ---------------- | ---------------- | ------------------ | ------------------ | -------------- | -------------- | ---------------- | ---------------- | ---- | ----- | ------- | ------- | ---------- | ---------- | ---------- | ---------- | ----------- | ----------- | ----------------- | ----------------- | ---------- | ---------- |
| Biszkek                 | 44603    | 16,52%   | 14726     | 5,45%     | 13095      | 4,85%      | 44794              | 16,59%             | 17692   | 6,55%   | 15095     | 5,59%     | 6036      | 2,24%     | 16308            | 6,04%            | 19051              | 7,06%              | 2811           | 1,04%          | 1147             | 0,42%            | 909  | 0,34% | 6227    | 2,31%   | 28323      | 10,49%     | 10308      | 3,82%      | 13267       | 4,91%       | 12251             | 4,54%             | 266643     | 53,58%     |
| Osz                     | 64782    | 52,68%   | 5846      | 4,75%     | 2532       | 2,06%      | 19989              | 16,25%             | 704     | 0,57%   | 4960      | 4,03%     | 1375      | 1,12%     | 6042             | 4,91%            | 170                | 0,14%              | 104            | 0,08%          | 59               | 0,05%            | 30   | 0,02% | 2521    | 2,05%   | 2404       | 1,95%      | 8251       | 6,71%      | 347         | 0,28%       | 1137              | 0,92%             | 121253     | 67,37%     |
| Obwód dżalalabadzki     | 93457    | 24,94%   | 44873     | 11,97%    | 9424       | 2,51%      | 106834             | 28,51%             | 1291    | 0,34%   | 7589      | 2,03%     | 5834      | 1,56%     | 30812            | 8,22%            | 702                | 0,19%              | 772            | 0,21%          | 407              | 0,11%            | 236  | 0,06% | 13976   | 3,73%   | 8476       | 2,26%      | 40295      | 10,75%     | 1476        | 0,39%       | 2624              | 0,70%             | 369078     | 57,33%     |
| Obwód issykkulski       | 21638    | 14,40%   | 16332     | 10,87%    | 6996       | 4,66%      | 32694              | 21,76%             | 2601    | 1,73%   | 10701     | 7,12%     | 3349      | 2,23%     | 2356             | 1,57%            | 4481               | 2,98%              | 4199           | 2,79%          | 176              | 0,12%            | 415  | 0,28% | 2159    | 1,44%   | 13742      | 9,15%      | 9793       | 6,52%      | 12239       | 8,15%       | 4038              | 2,69%             | 147909     | 50,87%     |
| Obwód naryński          | 23033    | 23,53%   | 5548      | 5,67%     | 6445       | 6,85%      | 14490              | 14,80%             | 823     | 0,84%   | 5581      | 5,70%     | 7432      | 7,59%     | 2162             | 2,21%            | 3431               | 3,50%              | 715            | 0,73%          | 174              | 0,18%            | 232  | 0,24% | 2291    | 2,34%   | 6082       | 6,21%      | 11647      | 11,90%     | 3967        | 4,05%       | 2492              | 2,55%             | 96545      | 54,79%     |
| Obwód oszyński          | 123073   | 31,00%   | 19968     | 5,03%     | 7113       | 1,79%      | 124558             | 31,37%             | 947     | 0,24%   | 8433      | 2,12%     | 11281     | 2,84%     | 35228            | 8,87%            | 306                | 0,08%              | 224            | 0,06%          | 295              | 0,07%            | 202  | 0,05% | 19577   | 4,93%   | 8509       | 2,14%      | 28148      | 7,09%      | 723         | 0,18%       | 2048              | 0,52%             | 390633     | 57,23%     |
| Obwód tałaski           | 16705    | 19,04%   | 4635      | 5,28%     | 4640       | 5,29%      | 18733              | 21,36%             | 877     | 1,00%   | 5031      | 5,74%     | 886       | 1,01%     | 1132             | 1,29%            | 394                | 0,45%              | 1441           | 1,64%          | 64               | 0,07%            | 336  | 0,38% | 1394    | 1,59%   | 16582      | 18,90%     | 10781      | 12,29%     | 1582        | 1,80%       | 1278              | 1,46%             | 86491      | 58,04%     |
| Obwód czujski           | 63830    | 19,91%   | 11873     | 3,70%     | 11279      | 3,52%      | 74902              | 23,37%             | 6371    | 1,99%   | 17286     | 5,39%     | 5155      | 1,61%     | 14310            | 4,46%            | 12535              | 3,91%              | 1676           | 0,52%          | 931              | 0,29%            | 1659 | 0,52% | 5471    | 1,71%   | 24491      | 7,64%      | 43237      | 13,49%     | 11541       | 3,60%       | 8436              | 2,63%             | 314983     | 53,69%     |
| Obwód batkeński         | 33073    | 23,37%   | 10763     | 4,61%     | 4190       | 2,96%      | 31509              | 22,27%             | 465     | 0,33%   | 4451      | 3,15%     | 1222      | 0,86%     | 31570            | 22,31%           | 426                | 0,30%              | 320            | 0,23%          | 129              | 0,09%            | 244  | 0,17% | 6167    | 4,36%   | 4611       | 3,26%      | 9269       | 6,55%      | 309         | 0,22%       | 820               | 0,58%             | 139538     | 49,09%     |
| Zagranica               | 422      | 4,58%    | 1160      | 12,58%    | 660        | 7,16%      | 168                | 1,82%              | 560     | 6,08%   | 595       | 6,45%     | 111       | 1,20%     | 4125             | 44,75%           | 189                | 2,05%              | 91             | 0,99%          | 14               | 0,15%            | 8    | 0,09% | 243     | 2,64%   | 242        | 2,63%      | 76         | 0,82%      | 336         | 3,65%       | 164               | 1,78%             | 9164       | 28,11%     |

## Reakcja na wynik wyborów
4 października, po zakończonym głosowaniu i podaniu wstępnych wyników doszło do masowych protestów w których udział wzięli zwolennicy wszystkich partii, którym nie udało się dostać do Parlamentu (z wyjątkiem Partii Weteranów). Milicja w stolicy kraju użyła siły wobec protestujących. Wśród poszkodowanych znalazł się m.in.: Dżanarbek Akajew. W wyniku zamieszek doszło do uwolnienia z aresztu śledczego byłego prezydenta Ałmazbeka wraz z dziewięciorgiem jego zwolenników.
Po przejęciu przez protestujących budynku Parlamentu powołana została Rada Koordynacyjna na której czele stanął lider Bütün Kyrgyzstan Adachan Madumarow. Jednocześnie ogłoszone zostało nadzwyczajne posiedzenie Dżongku Kengesz jeszcze trwającej IV kadencji na którym powołani zostali: na stanowisko premiera Sadyr Dżaparow oraz na stanowisko toraga Myktybek Abdyldajew. 9 października prezydent podpisał ukaz o odwołaniu ze stanowiska premiera Kubatbeka Boronowa. Do ponownego głosowania doszło 10 października, kiedy kandydaturę Dżaparowa poparto jednogłośnie. Wybrany został również skład rady ministrów. Funkcję pierwszego wicepremiera objął Ałmazbek Baatyrbekow. Kwestia ważności głosowania została jednak podana w wątpliwość przez ekspertów oraz polityków (m.in. Aidę Kasymalijewą, czy Feliksa Kułowa). Do ponownego głosowania doszło 14 października. Po raz kolejny jednogłośnie została poparta kandydatura Dżaparowa.
15 października decyzję o swojej dymisji ogłosił Sooronbaj Dżeenbekow. Pełniącym obowiązki prezydenta ogłosił się premier Sadyr Dżaparow.
Centralna Komisja wyborcza wyznaczyła datę nowych wyborów na 20 grudnia 2020. Jednocześnie w Parlamencie został zgłoszony projekt zmian w Konstytucji dotyczący przeprowadzenia wyborów. Jego inicjatorami byli m.in.: Ömürbek Tekebajew, Tałant Mamytow oraz Ałtynbek Sułajmanow. Głównym jego celem ma być przeniesienie wyborów na 2021 rok. Jego przyjęcie miałoby zostać poprzedzone referendum.